# Léfourba
Léfourba är en ort i Burkina Faso.   Den ligger i provinsen Province du Bam och regionen Centre-Nord, i den centrala delen av landet, 100 km norr om huvudstaden Ouagadougou. Léfourba ligger 308 meter över havet och antalet invånare är 749.
Terrängen runt Léfourba är platt. Runt Léfourba är det ganska tätbefolkat, med 100 invånare per kvadratkilometer.. Närmaste större samhälle är Boussouma, 18,6 km väster om Léfourba.
Trakten runt Léfourba består i huvudsak av gräsmarker.